# Randowtal
Randowtal là một đô thị ở huyện Uckermark, bang Brandenburg, Đức. Đô thị này có diện tích 63,71 km², dân số thời điểm 31 tháng 12 năm 2006 là 1082 người.